# Saifa
Saifa è un kata di karate, maggiormente noto nello stile del Gōjū-ryū, del Sankukai e del Shito-Ryu.

## Caratteristiche nello stile Gōjū-ryū
Saifa è  il primo kata superiore di karate  dello stile Gōjū-ryū (Kaishuu kata).
Viene tradotto con "Schiacciare e rompere" ma letteralmente significa strattonare e colpire attraverso tecniche di presa, un avversario che attacca. È il primo dei kata Goju-Ryu classici creato da Chōjun Miyagi. 

## Tecniche del kata nello stile Gōjū-ryū
Questo kata è  composto principalmente da tecniche che si basano sul seguente principio: attaccare immediatamente con la mano che ha appena parato.